# Hipparchos (Astronom)
Hipparchos von Nicäa (Ἵππαρχος, deutsch Hipparch; * um 190 v. Chr. in Nicäa; † um 120 v. Chr. wahrscheinlich auf Rhodos) war der bedeutendste griechische Astronom seiner Zeit. Er gilt als Begründer der wissenschaftlichen Astronomie und war auch Geograf und Mathematiker. Ihm zu Ehren wurde der Astrometriesatellit Hipparcos (High Precision Parallax Collecting Satellite) benannt.
Hipparchos ging bei seinen Forschungsarbeiten mit äußerster Genauigkeit vor. Beim Vergleich seiner eigenen Himmelsstudien mit denen früherer (auch babylonischer) Astronomen, wie Aristyllos und Timocharis, entdeckte er die langsame Präzession bzw. Verschiebung der Äquinoktien. Seine Berechnung des tropischen Jahres (der Länge des von den Jahreszeiten bestimmten Jahres) weicht nur 6,5 Minuten von modernen Messungen ab. Hipparchos ersann eine Methode, um Positionen auf der Erde mittels geografischer Breite und Länge zu ermitteln. Er berechnete den bis dahin besten Sternkatalog mit den Örtern und Helligkeiten von etwa 900 Sternen und entwarf die zugehörige Sternkarte. Hipparchos stellte außerdem eine Tabelle mit trigonometrischen Sehnen zusammen (Chordentafel), welche die Grundlage der modernen Trigonometrie bildeten.

## Leben und Gesamtwerk
Die beste antike Quelle zu Hipparchos ist der Almagest des alexandrinischen Astronomen Ptolemäus (ca. 100–175). Weitere Informationen finden sich in den Arbeiten von Pappos von Alexandria und Theon von Alexandria im 4. Jahrhundert, in der „Geographie“ Strabons und der „Naturalis historia“ Plinius des Älteren aus dem 1. Jahrhundert.
Die Lebensdaten Hipparchos’ sind unbekannt, aber im Almagest sind Beobachtungen durch ihn aus den Jahren 147 bis 127 v. Chr. überliefert. Jean Baptiste Delambre errechnete daraus und aus weiteren Indizien eine Geburt um 190 v. Chr., aller Wahrscheinlichkeit nach in Nicäa in Bithynien. Weitere Überlegungen führen zu einem Sterbedatum um 120 v. Chr. Es sind keine zeitgenössischen Porträts bekannt; antike Münzen mit seinem Abbild wurden erst im 2. und 3. Jahrhundert in Bithynien geprägt. Weil durch Ptolemäus bekannt ist, dass Hipparchos von Rhodos aus beobachtet hat, nimmt man die Insel auch als Sterbeort an.
Auch Hipparchs Hauptwerke sind verloren. Einzig ein kritischer Kommentar in zwei Büchern zu einem bekannten Gedicht des Aratos von Soloi ist erhalten. Aus späteren Erwähnungen lässt sich schließen, dass Hipparchos selbst auch eine Bibliografie seiner größeren Werke verfasst hat, die aus etwa 14 Arbeiten bestand. Sein Sternkatalog ist in den Katalog des Almagest eingearbeitet, aber Ptolemäus hat sicher neben diesem weitere Quellen – vielleicht auch eigene Beobachtungen. Dennoch können Teile von Hipparchos’ Katalog aus dem überlieferten Kommentar wiederhergestellt werden, nicht aber der vollständige Katalog.
Hipparch wird als Vater der griechischen mathematischen Astronomie angesehen, da er im Almagest als solcher dargestellt wird. Ptolemäus nennt ihn „größten Liebhaber der Wahrheit“ und verweist oft auf die große Genauigkeit seiner Beobachtungen. Er gilt unangefochten als der „Einstein der Antike“, also einer der größten Astronomen dieser Epoche. Durch den späten Kompilator Ptolemäus wird er als wichtigster Wegbereiter gefeiert und nur das heliozentrische Weltbild des Aristarchos von Samos gilt als ähnlich große Leistung: also Hipparch als genauester beobachtender und mathematischer Astronom und Aristarch (aus heutiger Sicht) als größter Weltbild-Denker.
Der 150 km große Mondkrater Hipparchus und der Asteroid (4000) Hipparchus sind nach ihm benannt.

## Astronomische Arbeiten

### Sternkatalog und Globus des Hipparch
Der Sternkatalog des Almagest enthält zwar nachweislich Daten, die auf Hipparch zurückgehen; sicher nachweisen kann man das aber nur für ca. 18 Sterne, bei denen die Fehler in beiden Katalogen übereinstimmen. Wie viele und welche der übrigen 1007 Sterne im Almagest-Sternkatalog aber von Hipparch stammen, lässt sich nicht sicher sagen. Mit Sicherheit gibt es auch Unterschiede zwischen den beiden Katalogen, was nicht überrascht, weil schon Ptolemäus selbst dies in der Einleitung seines Sternkataloges feststellt. Es steht wortwörtlich da, dass er Daten von Hipparch übernimmt und dass er manche Beschreibungen aus guten Gründen ändert, d. h. dass er den Katalog überarbeitet (von Plagiat kann also keine Rede sein).
Basierend auf eigenen Messungen hat Hipparch eine neue Methode entwickelt, einen mathematisch exakten Himmelsglobus herzustellen, wie Plinius überliefert – vermutlich ist diese Methode die gleiche, die auch im Almagest beschrieben wird. Das Original ging verloren, aber dieser Globus kann digital rekonstruiert werden. Seit dem 19. Jahrhundert wird spekuliert, ob der Marmorglobus auf den Schultern des Atlas in den Farnesischen Sammlungen zu Neapel auf Daten Hipparchs zurückgeht. Obwohl die Vorlage für diesen Marmorglobus klar hellenistisch ist und mithin in Hipparchs Zeit fallen könnte, ist die Vorlage für den Globus Farnese sicher nicht Hipparch.

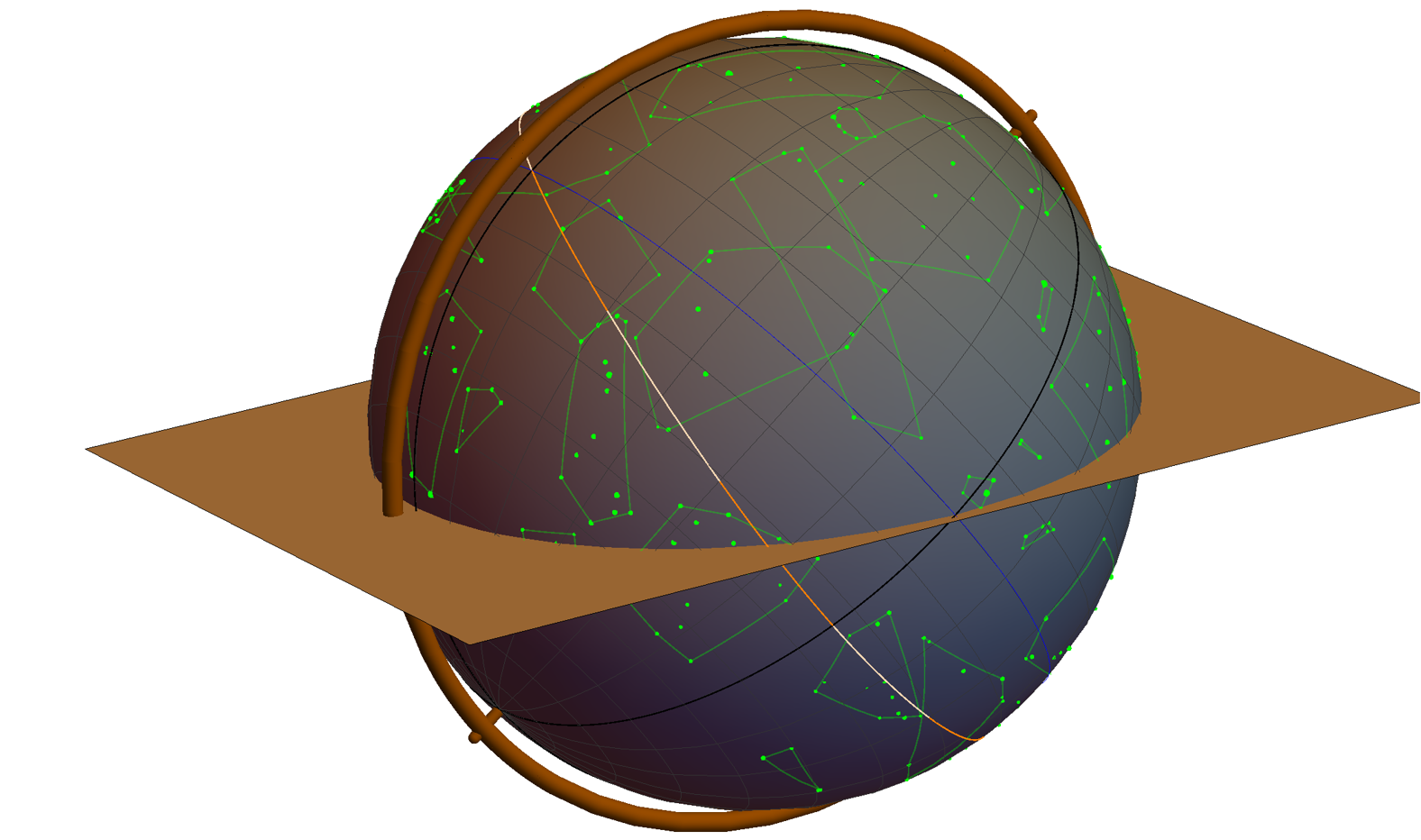
Hipparchs Himmelsglobus als Modell. Die wichtigsten Merkmale: dunkler Hintergrund, helle Sterne (die grüne Farbe hier hat eine Funktion in der Originalpublikation, gehört nicht zum Modell), Sternbilder markiert, Horizontebene und Meridiankreis dienen zum Ablesen von Koordinaten bzw. Uhrzeiten.

Bereits antike Quellen überliefern, dass Hipparch nicht der erste war, der einen Globus konstruierte – Eudoxos soll der erste gewesen sein – aber Hipparchs Globus war ein wissenschaftliches (Rechen-)Instrument und nicht nur ein didaktisches Anschauungswerkzeug und somit eine Innovation.
Im Jahr 2017 wurden auf einem alten Palimpsest Teile des Hipparchos-Katalogs gefunden. Es handelt sich um 146 Blätter aus dem Katharinenkloster auf dem Sinai, die meisten im Besitz des Museum of the Bible in Washington D.C.  Einer der griechischen Texte, die im 9. Jahrhundert mit einem syrischen Text des Mönchs Johannes Kyriakos überschrieben wurden, stammen von Aratos (Lehrgedicht Phaenomena). Die ursprünglichen Texte stammen aus paläographischen Gründen aus dem 5. oder 6. Jahrhundert n. Chr. Die Sternenkoordinaten passen in die Zeit um 129 v. Chr., also der Zeit von Hipparchos. Es sind äquatoriale Koordinaten (Ptolemäus benutzte ekliptische Koordinaten). Sie waren genauer als die von Claudios Ptolemäus, der rund zweihundertfünfzig Jahre später unter anderem den Katalog von Hipparchos für seinen Sternenkatalog verwendete. Der Vergleich der neu gefundenen Koordinaten mit denen von Ptolemäus zeigt auch selbst bei der vorgenommenen Konvertierung und Rundungen teilweise erhebliche Abweichungen, was darauf deutet, dass Ptolemäus auch andere Quellen benutzte.  Der Sternkatalog des Hipparchos war zuvor als nicht erhalten angenommen worden und nur einige Koordinaten aus einer lateinischen Übersetzung der Phaenomena des Aratos bekannt (Aratus Latinus) und von Ptolemäus.

#### Astrometrische Messungen
Eudoxos im 4. Jahrhundert v. Chr. hatte auf- und untergehende Sterne sehr genau vermessen und Timocharis von Alexandria und Aristyllos hatten bereits im 2. Jahrhundert v. Chr. Zusammenstellungen von Sternörtern vorgenommen, aber alle drei waren lückenhafte Darstellungen einzelner, für bestimmte Zwecke interessante Sternpositionen und keine vollständigen Sternkataloge. Wenn am Himmel ein neuer (transienter) Stern erschien oder sich die Helligkeit eines Sterns veränderte, konnte dies niemand beweisen. Laut Plinius gab eine solche von Hipparch beobachtete Veränderung den Ausschlag für die Zusammenstellung eines systematischen Sternkatalogs. Laut römischen Quellen soll dieser Sternkatalog ca. 800 Sterne umfasst haben. Der Katalog ist nicht überliefert.
Womit Hipparch die Sternörter vermessen hat, ist nicht überliefert. Da die Armillarsphäre als Messinstrument laut der Aussage im Almagest erst von Ptolemäus erfunden wurde, hatte Hipparch wohl andere Methoden. Die Unterschiede der Messunsicherheiten seiner Daten in Rektaszension und Deklination deuten auf unabhängige Messungen hin. Wahrscheinlich hat er Rektaszensionen mit einer Uhr gemessen, mit Ekliptikpunkten (statt der modernen Rektaszensionsstunden am Äquator) angegeben und die Deklinationen unabhängig mit irgendeinem Peil-Winkelmesser bestimmt.

### Überlieferung und Kritik von Plinius
Eine deutliche Kritik an Hipparchs Sternkatalog – und gleichzeitig einen Nachweis zu dessen Arbeitsmethodik – äußerte zwei Jahrhunderte später der römische Naturphilosoph Plinius der Ältere (ca. 23–79).

„Sogar Hipparch … hat einen neuen Stern und einen anderen zu seiner Zeit entstandenen entdeckt und wurde durch dessen Bewegung … zum Nachdenken veranlasst, ob sich dies häufiger ereigne und ob auch die von uns [an der Himmelskugel] für angeheftet gehaltenen Sterne sich bewegten. Und deshalb begann er ein gottwidriges Werk: nämlich die Sterne für die Nachkommen zu zählen und die Sternbilder ihrem Namen nach mit erdachten Werkzeugen zur Kennzeichnung der Örter und Größen der einzelnen Sterne aufzuzeichnen … Vielleicht, dass sich unter seinen geistigen Erben jemand befände, der ihr Wachstum [oder Abnehmen] feststelle.“

Einerseits zeigt Plinius’ Vorwurf der Gottlosigkeit, dass die Annahme, der Sternhimmel sei katalogisierbar und mathematisierbar, der religiösen Annahme zuwiderläuft, dass die Gestirne Ausdruck des Willens von Gottheiten seien. Hier werden Wissenschaft und Religion als unvereinbar gegenübergestellt, da laut Religion eine Veränderung des Sternhimmels ein durch eine Gottheit bewirktes Vorzeichen für die Menschen wäre und sich in diesem Denkstil der Berechenbarkeit durch die Wissenschaft entzöge.
Andererseits zeigt die Textpassage Hipparchs anderen Denkstil, da er einen Sternkatalog zusammengestellt hatte, „damit spätere Generationen daraus die Verschiebung von Sternen … ableiten könnten.“ Ptolemäus greift diese Idee auf und beschreibt die Verschiebung der Sterne (die wir heute Präzession nennen), indem er Hipparchs Arbeiten wörtlich zitiert und eigene Ergänzungen hinzufügt.
Ob die von Hipparch beobachtete Veränderung am Sternhimmel sich auf die Beobachtung des Veränderlichen Sterns Mira beschränkt oder ob er eine Nova beobachtet hat, ist bis heute ungeklärt. Mira verändert die Helligkeit von 10,1 mag (unsichtbar fürs Auge) auf 2 mag (sichtbar und etwa so hell wie unser Polarstern) innerhalb von 11 Monaten. Sollte Hipparch das aufgefallen sein, könnte dies seinen Wunsch erklären, dass „sich unter seinen geistigen Erben jemand befände, der ihr Wachstum [oder Abnehmen] feststelle“. Sollte er aber auch eine Nova oder Supernova beobachtet haben, wissen wir nicht, was er gesehen hat. Chinesische Quellen überliefern aus der fraglichen Zeit im zweiten Jahrhundert nur einen „Gaststern“ und zwar im Jahr 135 v. Chr., den Alexander v. Humboldt als mögliche Sichtung durch Hipparch vorgeschlagen hat. Der chinesische Gaststern wurde im (modernen) Sternbild Skorpion gesehen, was eine Supernova ausschließt (kein Supernova-Überrest bekannt), aber auf eine (möglicherweise rekurrente) Nova hindeuten könnte.

### Entdeckung der Präzession
Bei Sternbedeckungen durch den Mond konnten Sternpositionen im Tierkreis sehr genau bestimmt werden – genauer als mit damaligen Messinstrumenten (z. B. Armillarsphären). Mit Rückgriff auf Beobachtungsdaten von solchen Sternbedeckungen durch Timocharis und Aristyll konnte Hipparch die Veränderung einiger Sternörter von deren Zeit zu seiner eigenen bestimmen. Er bestimmte die Positionsveränderung von Spica (Jungfrau), Regulus (Löwe), den Plejaden (Stier) und beta Scorpii (Skorpion) durch Vergleich mit den etwa 150 Jahren zuvor gemessenen Sternörtern. So entdeckte er die Präzession der Äquinoktien, die sich um etwa 2° verschoben hatten.
Laut dem Almagest konnte Hipparch aber aufgrund dieser Methode mit dem Mond nur die Verschiebung von Sternen in Ekliptiknähe direkt messen. Dass die Sterne außerhalb des Tierkreises sich nicht gegenüber den Sternen im Tierkreis verschieben, musste er in einem weiteren Argument beweisen.
Der von Hipparch ermittelte Wert für die Präzession ist nicht überliefert. Ptolemäus ergänzt Hipparchs Methode um weitere Beobachtungen aus den 265 Jahren zwischen ihnen (z. B. von Menelaos, Agrippa und Ptolemäus selbst) und bestimmt die Drehung um den Ekliptikpol mit „etwa ein Grad pro Jahrhundert“; der tatsächliche Wert liegt bei einem Grad pro 72 Jahre.
Hipparchos und Ptolemäus beschrieben die Präzession rein phänomenologisch, d. h. sie beschrieben einzig die Beobachtung, dass sich die Sterne im Koordinatensystem verschieben bzw. eigentlich, dass sich die abstrakten Äquinoktien bzgl. der Sterne verschieben und nicht warum. Sie diskutierten keine Ursache dafür. (Die heutige Erklärung durch die kreiselartige Bewegung der Erdachse im Raum setzt voraus, dass man akzeptiert, dass die Erde rotiert – und das war damals keineswegs einhellige Lehrmeinung, sondern unbelegte Annahme von wenigen.)
Es ist unklar, ob bereits vor Hipparch die Präzession bekannt war, aber wenn es so war, dann hat Hipparch nichts davon gewusst. Als mögliche vorhipparchische Hinweise auf diese Kenntnis werden gelegentlich diskutiert:
- ein ägyptischer Papyrus aus dem 2. Jahrtausend v. Chr., der berichtet, die Nilpferd-Göttin habe den Pflock der Sterne nicht fest genug gehalten[23]
- ein babylonischer Schöpfungsmythos, ebenfalls aus dem 2. Jt. v. Chr., in dem gesagt wird, dass der Schöpfergott die Sterne nicht an ihren Ort zurückbrachte[24]
- eine Veränderung des Koordinatenursprungs durch den babylonischen Astronomen Kidinnu im 3. Jahrhundert v. Chr. (also ca. 100 bis 150 Jahre vor Hipparch).[25]

Keiner dieser Hinweise ist eindeutig und selbst falls einer davon zuträfe, stünde dennoch Hipparchs exakter, auf Beobachtungsdaten basierender, mathematischer Nachweis als ultimativer Beleg hervor.
Erst Kopernikus erkannte ihre Entstehung durch eine kegelförmige Bewegung der Erdachse.
Auch berechnete er die Entfernung zwischen Erde und Mond (Lunar Distance) auf 30 Erddurchmesser (die genaue mittlere Entfernung von 384.400 km entspricht etwa 30,17 Erddurchmessern).

### Die Länge der Jahreszeiten
Die unterschiedlichen Längen der Jahreszeiten waren bereits den Babyloniern bekannt und ihre Messung ist in MUL.APIN festgehalten. Auch die Vorsokratiker haben ausführliche Abhandlungen über ihre Bestimmung mit Hilfe der Sonnenuhr geschrieben, aber Hipparchos verbesserte die Werte wesentlich. Er schuf so die Grundlage für genaue Positionsmessungen, die sich an die scheinbare Sonnenbahn anschlossen. Das von Hipparchos eingeführte und danach allgemein übliche Positionsmessgerät, die Armillarsphäre, wurde nach der Sonne geeicht.

## Mathematische Arbeiten
Hipparchos stellte außerdem die erste bekannte Tabelle mit trigonometrischen Sehnen zusammen, die die Grundlage für trigonometrische Berechnungen bildeten. In heutiger Notation ist dies für den Winkel A (und den Kreis mit dem Radius 1)
Sehne(A) = 2 · sin(A/2).
Er gab die Werte in Schritten von 7,5° für A an.